# Сісікін Юрій Федорович
Юрій Федорович Сісікін (рос. Юрий Фёдорович Сисикин, нар. 15 травня 1937, Саратов, Російська РФСР, СРСР) — радянський фехтувальник на рапірах, дворазовий олімпійський чемпіон (1960 та 1964 роки) та дворазовий срібний (1960 та 1968 роки) призер Олімпійських ігор, п'ятиразовий чемпіон світу.

## Виступи на Олімпіадах
| Олімпіада   | Дисципліна           | Місце |
| ----------- | -------------------- | ----- |
| Рим 1960    | індивідуальна рапіра | 2     |
| Рим 1960    | командна рапіра      | 1     |
| Токіо 1964  | командна рапіра      | 1     |
| Мехіко 1968 | командна рапіра      | 2     |